# 정경옥
정경옥(鄭景玉, 1903년 5월 24일 ~ 1945년 4월 1일)은 한국의 교회 목사이자 신학자이다. 감리교 소속이다.
1903년 전남 진도에서 태어나 서울 경성고등보통학교 재학 중 3·1독립만세운동에 가담하고 옥고를 치렀다. 1945년 4월 42세의 나이로 사망할 때까지 강단에서, 고향에서, 목회 현장에서 뜨거운 영성을 소유한 신학자로 살았고 ‘기독교 신학 개론’(1939) 등 저서와 60여편의 논문을 남겼다.